# Evgenija Levanova
Evgenija Anatol'evna Levanova (in russo Евгения Анатольевна Леванова?; Čeboksary, 16 agosto 2000) è una ginnasta russa.

## Biografia
Levanova è entrata a far parte della Nazionale della Russia nel 2017, vincendo lo stesso anno due titoli mondiali e una medaglia d'argento con la squadra russa ai campionati di Pesaro 2017.

## Palmarès
- Campionati mondiali di ginnastica ritmica

Pesaro 2017: oro nelle 3 palle / 2 funi e nell'all-around, argento nei 5 cerchi.
Sofia 2018: oro nell'all-around, argento nelle 3 palle / 2 funi.
Baku 2019: oro nell'all-around e nei 3 cerchi / 4 clavette, bronzo nelle 5 palle.